# Donis Escober
Donis Escober (San Ignacio, 3 de fevereiro de 1980) é um futebolista profissional hondurenho que atua como goleiro e atualmente milita no Olimpia.

## Carreira
Escober representou a Seleção Hondurenha de Futebol na Copa do Mundo de 2010.